# Värdegrund
Värdegrund (em português, algo como "fundação de valores") é um conceito sueco definido pela primeira vez no final dos anos 1990 para descrever um código ética comum de coletivismo. Exemplos de coletivos são nações, instituições, organizações e movimentos sociais. Na Suécia, todas as escolas devem cumprir uma base ética comum, que inclui os seguintes ideais: santidade da vida humana, liberdade e inviolabilidade individual, igualitarismo, igualdade dos sexos e solidariedade entre as pessoas.